# Natació als Jocs Olímpics d'estiu de 1904 - 440 iardes braça
La prova de les 440 iardes braça fou una de les que formà part del programa de natació que es disputà als Jocs Olímpics de Saint Louis de 1904.
Aquesta fou la primera vegada que es duia a terme aquesta prova dins el programa dels Jocs Olímpics i l'única en què la iarda s'emprà com a mesura. El 1912 i 1920 es disputaren els 400 metres braça, però a partir d'aleshores sols es disputaren les curses de 100 i 200 metres braça.
Hi van prendre part 4 nedadors procedents de 2 països.

## Medallistes
| Or                    | Plata              | Bronze                    |
| Georg Zacharias (GER) | Walter Brack (GER) | Henry Jamison Handy (USA) |

## Resultats
| Posició | Nom                       | Temps    |
| ------- | ------------------------- | -------- |
| Or      | Georg Zacharias (GER)     | 7' 23.6" |
| Plata   | Walter Brack (GER)        |          |
| Bronze  | Henry Jamison Handy (USA) |          |
| 4.      | Georg Hoffmann (GER)      |          |